# Henri-Benjamin Rainville
Pour les articles homonymes, voir Rainville (homonymie).
Henri-Benjamin Rainville, né le 5 avril 1852 à Sainte-Marie-de-Monnoir et mort le 6 août 1937 à Atlantic City, est un avocat et homme politique québécois.

## Biographie

### Famille et études
Il est le fils de Félix Rainville, cultivateur, et de Marie Daqueau. Il étudie au Collège de Saint-Hyacinthe, au Collège Sainte-Marie-de-Monnoir et à l'Université McGill. Il est admis au barreau du Québec le 13 janvier 1874. Le 18 juillet 1876, il épouse Eugénie Archambault, fille d'Alexandre Archambault. Il est l'oncle de Joseph-Hormisdas Rainville et le beau-père de Jérémie-Louis Décarie.

### Carrière
Il exerce la profession d'avocat à Montréal. Il s’associe notamment avec Horace Archambeault. Au cours de sa carrière, il est direction de plusieurs compagnies dont la Montreal Light, Heat & Power, la Royal Electric, la Crown Life Insurance, la Mount Royal Insurance et la Montreal Gas Company.

### Politique
Il s'implique d'abord en politique municipale en étant échevin du quartier Centre au conseil municipal de Montréal de 1882 à 1900. Il se présente candidat à la mairie de Montréal en 1887 mais est défait. Au sein de l'administration, il préside le comité de l'éclairage de 1886 à 1894 et celui des finances de 1896 à 1900. Lors des élections québécoises de 1890, il est élu député de Montréal n° 3 sous la bannière libérale. Défait aux élections de 1892, il est cependant réélu en 1897. Il occupe le poste d'orateur de l'Assemblée législative du Québec du 14 février 1901 au 2 mars 1905. Il ne parviendra pas à se faire réélire aux élections de 1904 et 1908. Il est inhumé au cimetière Notre-Dame-des-Neiges.